# Зиненская
Зиненская — деревня в Вожегодском районе Вологодской области.
Входит в состав Вожегодского городского поселения, с точки зрения административно-территориального деления — в Вожегодский сельсовет.
Расстояние до районного центра Вожеги по автодороге — 11 км. Ближайшие населённые пункты — Малая Климовская, Ольшуковская, Тупицыно, Кузнецовская.
По переписи 2002 года население — 2 человека.